# Lásky mezi kapkami deště
Lásky mezi kapkami deště je český film režiséra Karla Kachyni, natočený v roce 1979. Film ukazuje život v pražském Žižkově v 30. letech 20. století, jako místo svérázných lidiček, klukovských part, poetických starých krámků, ale i místo tíživých dopadů nezaměstnanosti. Hlavní hrdinka filmu prožívá první lásku s hodným synem obuvníka, ale později mu ji přebere jeho přímočařejší bratr.

## Hrají
| Vladimír Menšík         | Vincenc Bursík, švec         |
| Lukáš Vaculík           | Kajda Bursík                 |
| Jan Hrušínský           | Pepan Bursík                 |
| Zlata Adamovská         | Věra Bursíková               |
| Tereza Pokorná          | Pája                         |
| Dana Balounová          | Běta Lemplová                |
| Rudolf Hrušínský        | lékárník                     |
| Miroslav Macháček       | Ráb, lékárníkův přítel       |
| Luděk Kopřiva           | vetešník Steiner             |
| Michal Dlouhý           | Kajda Bursík jako kluk       |
| David Vlček             | Pepan Bursík jako dítě       |
| Eva Jakoubková          | Fanka Bursíková              |
| Lucie Zedníčková        | Věra Bursíková jako dítě     |
| Otto Ševčík             | Vochoč, majitel baru Tabarin |
| Žofie Kanyzová          | Lili                         |
| Eva Olmerová            | zpěvačka v Tabarinu          |
| Jaroslava Kretschmerová | Štefka                       |
| Lubomír Kostelka        | hostinský Procházka          |
| Jiřina Třebická         | vdaná prostitutka            |
| Eduard Cupák            | vypravěč                     |